# Fischer Ridge
Fischer Ridge är en bergstopp i Antarktis. Den ligger i Östantarktis. Nya Zeeland gör anspråk på området. Toppen på Fischer Ridge är 2 671 meter över havet, eller 51 meter över den omgivande terrängen. Bredden vid basen är 1,4 km.
Terrängen runt Fischer Ridge är kuperad åt nordväst, men åt sydost är den bergig.  Trakten är obefolkad. Det finns inga samhällen i närheten. 